# 普林斯顿高等研究院
普林斯顿高等研究院（英語：Institute for Advanced Study，簡稱 IAS ），是世界著名理论研究中心，是一个供各领域的科学家做最纯粹的尖端研究的科研机构，能够保障所辖科研人员不受任何教学任务、科研资金或者赞助商压力限制。高等研究院成立于1930年，位于美国新泽西州的普林斯顿市，但它不是普林斯顿大学的一部分。
创立初期，普林斯顿高等研究院曾汇集了阿尔伯特·爱因斯坦、罗伯特·奥本海默、约翰·冯·诺伊曼、库尔特·哥德尔、赫尔曼·魏尔等众多学术大师。而曾在高等研究院工作的著名华裔学者包括陈省身、杨振宁、李政道等人。世界各地的部分高校也有仿照普林斯顿高等研究院而建立的高等研究院。
普林斯顿高等研究院与普林斯顿大学、罗格斯大学等高校临近，合作密切。

## 历史发展

### 早期历史
普林斯顿高等研究院是犹太百货商人路易斯·班伯格、卡罗琳·班伯格·富尔德兄妹捐资建立的。为回报新泽西居民，他们原先希望捐款建立一个医疗机构。但是在教育家、高等研究院的首任院长亚伯拉罕·弗莱克斯纳的劝说下，他们选择在普林斯顿大学的附近成立了这个研究院。弗莱克斯纳是美国第一所研究性大学—约翰·霍普金斯大学的毕业生，他的理念是建立一个纯理论研究的柏拉图式的学院。研究院不授予学位，所有成员都是获得过博士学位的研究人员，除了著名的弗里曼·戴森。
研究院虽然和普林斯顿大学没有互属关系，但是有很深的渊源。研究院最早是借用普林斯顿数学系的办公室，主要人员如冯·诺伊曼、奥斯瓦尔德·维布伦也来自数学系。研究院的许多教授也同时兼职普林斯顿教授。
罗伯特·奥本海默在二战后曾长期任研究院的院长，历届研究院院长有：
| 普林斯顿高等研究院院长 | 普林斯顿高等研究院院长 | 普林斯顿高等研究院院长 |
|                        | 名字                   | 任期                   |
| ---------------------- | ---------------------- | ---------------------- |
| 1                      | 亚伯拉罕·弗莱克斯纳    | 1930–1939              |
| 2                      | 弗兰克·艾德洛特        | 1939–1947              |
| 3                      | 罗伯特·奥本海默        | 1947–1966              |
| 4                      | 卡尔·凯森              | 1966–1976              |
| 5                      | 哈里·沃尔夫            | 1976–1987              |
| 6                      | 马文·伦纳德·戈德伯格   | 1987–1991              |
| 7                      | 菲利普·A·格里菲瑟茨    | 1991–2003              |
| 8                      | 彼得·戈达德            | 2004–2012              |
| 9                      | 罗贝特·戴克赫拉夫      | 2012–2021              |
| 10                     | 大卫·奈恩伯格          | 2021–现在              |

### 历史名人
- 阿尔伯特·爱因斯坦[5]
- 罗伯特·奥本海默[6]
- 约翰·冯·诺伊曼[7]
- 库尔特·哥德尔[8]
- 赫尔曼·魏尔[9]
- 约翰·福布斯·纳什
- 陈省身[10]
- 楊振寧[11]
- 李政道[12]
- 小平邦彦[17]

## 组织结构
普林斯顿高等研究院底下有历史研究学院、数学学院、自然科学学院、和社会科学学院，以及一个新成立的理论生物研究计划。每个研究学院都有一个小规模的终身研究员团体，每年也会有一些访问学者作为补充。

## 固定研究人员

### 数学
- 赫爾穆特·賀佛（Helmut Hofer 奧斯特洛夫斯基數學獎和海因茨．霍普夫獎 得主）
- 恩里科·蓬皮埃利（菲尔兹奖得主）
- 让·布尔甘（菲尔兹奖得主）
- 皮埃尔·德利涅（菲尔兹奖得主）
- 菲利普·格里菲斯
- 罗伯特·郎兰兹（沃尔夫奖得主）
- Robert MacPherson（英语：Robert MacPherson (mathematician)）  数学家
- 阿特勒·塞尔伯格（菲尔兹奖和沃尔夫奖得主）
- Thomas Spencer（英语：Thomas Spencer (mathematical physicist)）
- 弗拉基米尔·沃埃沃德斯基（菲尔兹奖得主）
- 阿维·威格森（内万林纳奖得主）

### 自然科学
- 斯蒂芬·阿德勒（理论物理）
- 弗里曼·戴森（理论物理，沃尔夫奖得主）
- 彼得·哥尔德里奇（天体物理）
- 皮特·哈特（天体物理）
- 阿诺尔德·李汶（天体物理）
- 胡安·马尔达西那（理论物理）
- 内森·塞伯格（理论物理）
- 爱德华·威滕（理论物理，菲尔兹奖得主）

## 延伸阅读
- Ed Regis. . Addison-Wesley, Reading. 1987.
- Björn Wittrock.  (PDF). （原始内容 (pdf)存档于2006年2月18日） （英语）.